# هنری جان کارتر
هنری جان کارتر (انگلیسی: Henry John Carter؛ ۱۸ اوت ۱۸۱۳ – ۴ مهٔ ۱۸۹۵) یک دانشمند در زمینه زمین‌شناسی اهل بریتانیا بود.
وی همچنین برنده جوایزی همچون مدال پادشاهی شده است.